# Naihati
Naihati là một thành phố và khu đô thị của quận North Twentyfour Parganas thuộc bang Tây Bengal, Ấn Độ.

## Địa lý
Naihati có vị trí 22°54′B 88°25′Đ / 22,9°B 88,42°Đ Nó có độ cao trung bình là 15 mét (49 foot).

## Nhân khẩu
Theo điều tra dân số năm 2001 của Ấn Độ, Naihati có dân số 215.432 người. Phái nam chiếm 53% tổng số dân và phái nữ chiếm 47%. Naihati có tỷ lệ 74% biết đọc biết viết, cao hơn tỷ lệ trung bình toàn quốc là 59,5%: tỷ lệ cho phái nam là 79%, và tỷ lệ cho phái nữ là 70%. Tại Naihati, 9% dân số nhỏ hơn 6 tuổi.